# ゲオルギ・ペエフ
ゲオルギ・イワノフ・ペエフ（ブルガリア語: Георги Иванов Пеев, ラテン文字表記: Georgi Ivanov Peev, 1979年3月11日 - ）は、ブルガリア・ソフィア出身の元同国代表サッカー選手。現役時代のポジションはMFで、右サイドを主戦場とするアタッカーであった。

## 経歴

### クラブ
1998年にPFCロコモティフ・ソフィアでデビュー。ヴァレリー・ロバノフスキー監督に見出され、2001年にウクライナの名門FCディナモ・キーウへ移籍。リーグ優勝3回、カップ戦優勝2回を経験している。2007年にロシアのFCアムカル・ペルミへ移籍し、攻撃陣を支える。
2016年4月、ガジ・ガジエフ監督との不和により長年プレーしたアムカルを退団すると同時に現役を引退することを表明した。

### 代表
1999年よりブルガリア代表としてプレー。

## タイトル
ディナモ・キエフ
- ウクライナ・プレミアリーグ : 2001, 2003, 2004
- ウクライナ・カップ : 2003, 2005
- ウクライナ・スーパーカップ : 2004